# Ноель Вандернотт
Ноель Вандернотт (фр. Noël Vandernotte, 25 грудня 1923 — 19 червня 2020) — французький академічний веслувальник.
Бронзовий призер Олімпійських Ігор 1936 (розпашні двійки зі стерновим), 1936 (розпашні четвірки зі стерновим) років.
Срібний призер Чемпіонату Європи 1934 року в складі розпашної четвірки зі стерновим.